# Koyama Taishi
Taishi Koyama (sinh ngày 29 tháng 4 năm 1988) là một cầu thủ bóng đá người Nhật Bản.

## Sự nghiệp câu lạc bộ
Taishi Koyama đã từng chơi cho FC Tokyo.